# Michel Neves
Michel Neves Dias, mais conhecido como Michel Neves (São Paulo, 13 de julho de 1980), é um futebolista brasileiro que atua como atacante ou meia. Atualmente, joga no Noroeste.

## Carreira
Michel foi revelado pelo Juventude, clube no qual conquistou a Copa do Brasil de 1999. Também jogou no exterior, pelo Chunnam Dragons da Coreia do Sul e pelo Nacional da Madeira de Portugal.
Depois, voltou para o Brasil onde passou novamente pelo Juventude. Também atuou por Cruzeiro e Goiás até ser contratado pelo Internacional, onde conquistou os principais títulos na carreira. Apesar de ter feito três gols na Copa Libertadores da América de 2006, nunca caiu nas graças da torcida.
Após sair do Colorado, foi emprestado diversas vezes, mas não conseguiu terminar nenhum de seus quatro contratos (Juventude, Marília, Vitória e Ipatinga).
Em 2009, acertou novo empréstimo, desta vez pelo Criciúma. Ainda no mesmo ano, em novembro, foi apresentado como novo reforço do Novo Hamburgo para a disputa do Gauchão de 2010.
Após a disputa do Gauchão, Michel foi contratado pelo América de Natal, para a disputa da Série B. Porém, no dia 28 de julho de 2010, foi contratato pelo Brasil de Pelotas para a disputa da Série C.
Em 11 de fevereiro de 2012 foi anunciado como novo reforço do Brasil de Farroupilha, mas não chegou a atuar pela equipe.
Após passar por uma cirurgia no joelho com o médico do Caxias-RS, Doutor Aloir de Oliveira, foi contratado para a temporada 2013 do clube grená.No dia 27 de junho foi apresentado como novo reforço do Esporte Clube Noroeste

## Títulos
Juventude
- Copa do Brasil: 1999

Internacional
- Copa Libertadores da América: 2006
- Copa do Mundo de Clubes da FIFA: 2006

Vitória
- Campeonato Baiano: 2008

## Como treinador
Bagé
No início de 2018 é contratado para compor a comissão técnica do Bagé como auxiliar-técnico. No mesmo ano, em setembro, assume como treinador efetivo no comando da equipe e estreia como treinador profissional, empatando com o Pelotas fora de casa.
Em 2019, Michel Neves continua a frente do comando da equipe do Bagé.